# اريك فيليبس
اريك فيليبس (بالإسبانية: Eric Phillips)‏ هو عداء سريع فنزويلي، ولد في 30 أغسطس 1954.

## وصلات خارجية
- اريك فيليبس على موقع أوليمبيديا (الإنجليزية)